# Romāns Abžinovs
Romāns Abžinovs (12 novembre 1969 – 1º maggio 1993) è stato un calciatore lettone, centrocampista.

## Biografia
Morì all'età di appena 23 anni precipitando dalla finestra di un alto edificio.

## Carriera

### Club
Ha giocato nelle giovanili del Daugava Rīga, principale squadra lettone del campionato sovietico di calcio
Nel 1987 ha cominciato la sua carriera in prima squadra con la maglia dello Zveynieks Liepāja, club della terza serie sovietica.
Nel 1988 si è trasferito nel RŠVSM-RAF Jelgava, anch'esso club lettone di terza serie sovietica, con cui vinse due campionali regionali lettoni; dal 1990, con la retrocessione in Vtoraja Nizšaja Liga, il club cambiò nome in RAF Jelgava, mentre dal 1992 partecipò al primo storico campionato lettone, arrivando secondo a seguito di spareggio contro lo Skonto.

### Nazionale
Vanta un'unica presenza in nazionale, collezionata il 9 settembre 1992: giocò, infatti, nella netta sconfitta contro l'Irlanda nella gara valida per le qualificazioni al campionato mondiale di calcio 1994; la sua partita durò poco più di mezz'ora, durante la quale fu ammonito e sostituito da Romāns Sidorovs.

## Statistiche

### Cronologia presenze e reti in nazionale
| Cronologia completa delle presenze e delle reti in nazionale ― Lettonia | Cronologia completa delle presenze e delle reti in nazionale ― Lettonia | Cronologia completa delle presenze e delle reti in nazionale ― Lettonia | Cronologia completa delle presenze e delle reti in nazionale ― Lettonia | Cronologia completa delle presenze e delle reti in nazionale ― Lettonia | Cronologia completa delle presenze e delle reti in nazionale ― Lettonia | Cronologia completa delle presenze e delle reti in nazionale ― Lettonia | Cronologia completa delle presenze e delle reti in nazionale ― Lettonia |
| Data                                                                    | Città                                                                   | In casa                                                                 | Risultato                                                               | Ospiti                                                                  | Competizione                                                            | Reti                                                                    | Note                                                                    |
| ----------------------------------------------------------------------- | ----------------------------------------------------------------------- | ----------------------------------------------------------------------- | ----------------------------------------------------------------------- | ----------------------------------------------------------------------- | ----------------------------------------------------------------------- | ----------------------------------------------------------------------- | ----------------------------------------------------------------------- |
| 9-9-1992                                                                | Dublino                                                                 | Irlanda                                                                 | 4 – 0                                                                   | Lettonia                                                                | Qual. Mondiali 1994                                                     | -                                                                       | 4’ 36’                                                                  |
| Totale                                                                  |                                                                         | Presenze                                                                | 1                                                                       |                                                                         | Reti                                                                    | 0                                                                       |                                                                         |

## Palmarès

### Club
- Campionato della RSS lettone: 2

RASMS-RAF Jelgava: 1988, 1989